# Pimoa breuili
Pimoa breuili és una espècie de les aranyes de la família dels pimòids (Pimoidae). Fou descrita per primera vegada l'any 1931 per Fage. Aquesta espècie és anomenada així en honor de l'abat Henri Breuil.
És endèmica d'Astúries a Espanya. Es troba en coves de la serralada Cantàbrica.

## Descripció
El mascle descrit per Hormiga l'any 1994 mesura 7,1 mm i la femella 8,5 mm.